# Gonäs
Gonäs est une localité de Suède dans la commune de Ludvika située dans le comté de Dalécarlie.
Sa population était de 325 habitants en 2019.